# Radio Aktiv-FM
Radio Aktiv-FM ist ein privater Hörfunksender.

## Programm
Das Programm richtet sich an die Zielgruppe von 14 bis 39 Jahren. Der Schwerpunkt lag auf elektronischer Musik. Zu den bevorzugten Musikgenres gehörten Dance, Techno, Electro und House.
Es wirkten ehemalige sunshine live-Mitarbeiter, unter anderem DJ Warmduscher (Warmduscher & Friends), DJ Taucher (Adult Music), Jay Frog (Ex-Scooter-Mitglied), Pedro del Mar und Roger Shah (Mellomania) bei Radio Aktiv-FM mit.

## Geschichte

### Gründung als Internetradio
Radio Aktiv-FM wurde 2000 durch Guido Häußler in München als Webradio gegründet. Das ursprüngliche Konzept war, Internetuser fürs Radiohören mit einer Flatrate zu belohnen und dadurch eine für den Werbemarkt relevante repräsentative Reichweite zu schaffen. Unter anderem wurde der Sender von NBC GIGA interviewt. Von 2000 bis 2004 beinhaltete das Programm das Format CHR (Contemporary Hit Radio) mit den Top40 und Billboard-Charts. Seit 2004 wurde das Programm im Zuge der Vorbereitungen auf den kommerziellen Betrieb und des Sendestarts auf konventionellen Übertragungswegen mehr und mehr auf das Techno- und Dancegenre umgestellt und als Alternative zu sunshine-live konzipiert. Im Januar 2006 wurde dafür die Licenza Media GmbH & Co. KG gegründet, die dann im Januar 2006 einen Lizenzantrag bei der Landeszentrale für Medien und Kommunikation (LMK) einreichte.

### Lizenzierung
Am 25. April 2006 wurde der Sender erstmals aufgrund Beschlussfassung der Versammlung vom 24. April 2006 der LMK Rheinland-Pfalz bundesweit für die Dauer von 10 Jahren zugelassen. Lizenzinhaberin für das Programm Radio Aktiv-FM ist die Licenza Media GmbH & Co. KG. Die Beteiligungsverhältnisse waren aufgeteilt mit 45 % auf Guido Häußler, 45 % Markus Kessel und 10 % Hermann Trapp.
Bayern
Am 19. Mai 2006 ging der Sender erstmals auf konventionellen Übertragungswegen in München im Kabelnetz der Kabel Deutschland auf der UKW-Kabelfrequenz 105,5 MHz (Reichweite ca. 630.000 Haushalte) on air. Ab 19. Januar 2007 wurde der Empfang auch im Kabelnetz des Münchner Kabelnetzbetreibers KMS möglich (Reichweite ca. 180.000 Haushalte) und erhöhte die Reichweite auf insgesamt ca. 810.000 Haushalte. Eingesetzt wurde ebenfalls die UKW-Kabelfrequenz 105,5 MHz. Die Verbreitung auf der Münchner Kabelfrequenz stellte der Sender im Netz der Kabel Deutschland im April 2007 und im Netz der KMS im September 2007 wieder ein.
Baden-Württemberg
Am 15. Februar 2007 erweiterte der Sender sein Verbreitungsgebiet auf das DAB-Verbreitungsgebiet im lokalen Ensemble Stuttgart Block LB (L-Band) im Zuge eines Versuchsbetriebs und war erstmals drahtlos zu empfangen. Zwei Monate später am 13. April 2007 wurde die analoge und digitale Verbreitung im Kabelnetz der KabelBW im Zuge eines Versuchsbetriebs aufgenommen. Eingesetzt wurden die analoge UKW-Kabelfrequenz 99,2 MHz und landesweit digital DVB-C 738 MHz (Kanal 54). Nach Beendigung des Versuchszeitraums wurden sich der Sender und die KabelBW über die dann zu entrichtenden Einspeisungsgebühren nicht einig, so dass die Verbreitung im Oktober 2007 wieder eingestellt wurde. Über DAB stellte der Sender die Verbreitung Ende April 2007 wieder ein.
Nordrhein-Westfalen
Am 6. März 2007 wurde das Verbreitungsgebiet auf Bielefeld und Ostwestfalen-Lippe im Kabelnetz der ish (später: Unity Media) mit 338.000 Haushalten erweitert. Die Verbreitung im Kabelnetz der Unity Media wurde Ende Dezember 2007 eingestellt.

## Satellit
Am 5. September 2007 startete der Sender über den Satelliten Eutelsat Hotbird seine europaweite Ausstrahlung. Anfang Februar 2008 wurde die Verbreitung über Satellit wieder eingestellt.
Die Satellitenabstrahlung über Eutelsat wurde vorwiegend für die Distribution des Sendesignals an die Kabelnetzbetreiber genutzt. Nach der Einstellung der Satellitenverbreitung über Eutelsat Hotbird, aufgrund lizenzrechtlicher Probleme in Bezug auf die Satellitenabstrahlung, wurden nur noch vereinzelte Kabelfrequenzen genutzt, deren Zuführung drahtgebunden war.
Der Sender war in verschiedenen Städten, wie zum Beispiel im Kabelnetz der Wilhelm.tel und Willi.tel in Hamburg, Norderstedt und Henstedt-Ulzburg im Kabel zu empfangen.

## Relaunch und Neustart
Am 25. September 2012 wurde die Unbedenklichkeit für die Umbenennung von Power 104 seitens der Landesanstalt für Kommunikation (LFK) bestätigt, so dass Radio Aktiv-FM wieder auf Sendung gehen konnte.
Radio Aktiv-FM übernahm am 25. September 2012 den Sendeplatz von Power 104 und sendet seither auf der Orbital-Position 19.2° Ost auf Transponder 113. Das Projekt Power 104 wurde eingestellt.
Die Betreiberin und Lizenznehmerin ist nun die Radio Aktiv-FM Ltd. & Co. KG, die aus der Power 104 Ltd. & Co. KG hervorgegangen ist. Die Lizenz wurde am 23. November 2011 aufgrund Beschlussfassung der ZAK vom 22. November 2011 durch die Landesanstalt für Kommunikation erteilt.

## Sonstiges
Der Sender ist in der Anbieterliste von Hörfunkprogrammen der Bayerischen Landeszentrale für neue Medien und der Landesanstalt für Kommunikation gelistet.